# 伊藤翁介
伊藤 翁介（いとう おうすけ、1911年（明治44年）2月26日 - 2009年（平成21年）2月28日）は、日本の作曲家、クラシックギタリスト。東京市出身。建築家伊藤為吉の七男であり、兄弟にダンサーの伊藤道郎、舞台芸術家の伊藤熹朔、演出家の千田是也などがいる。長男はゼファー（風力発電機メーカー）の設立者で元山水電気社長の伊藤瞭介。次男は作曲家の伊藤幹翁。1979年日本童謡賞受賞。
2009年2月28日、胆管炎により東京都杉並区の病院で亡くなった。98歳。墓所は多磨霊園。

## 編著書
- 現代奏法に依る純正カルカッシギター教本（1948年、全音楽譜出版社）
- オデルマンドリン教則本(1)（1956年、全音楽譜出版社、ISBN 978-4113401114）
- オデルマンドリン教則本(2)（1956年、全音楽譜出版社、ISBN 978-4113401121）
- 伊藤翁介歌曲集（1959年、音楽之友社）